# Dimitrij Lvovič Ignatjev
Dimitrij Lvovič Ignatjev (rusko Дми́трий Льво́вич Игна́тьев), ruski general, * 1771, † 1833.
Bil je eden izmed pomembnejših generalov, ki so se borili med Napoleonovo invazijo na Rusijo; posledično je bil njegov portret dodan v Vojaško galerijo Zimskega dvorca.

## Življenje
24. oktobra 1795 je vstopil v dvorni Preobraženski polk; po devetih letih je bil premeščen v Semjonovski polk. S tem polkom se je udeležil vojne tretje koalicije in rusko-švedske vojne (1808-09). 
Med patriotsko vojno se je izkazal, tako da je bil 6. oktobra 1812 povišan v polkovnika in 20. julija 1814 v generalmajorja. Po vojni je postal poveljnik 1. brigade 1. huzarske divizije in 12. decembra 1817 je postal šef 2. huzarske divizije. 
17. julija 1818 je postal v.d. generala 2. armade. Zaradi slabega zdravja se je upokojil 9. marca 1822.